# Makói zsidóság a vészkorszakban
A makói zsidóság a vészkorszakban súlyos veszteségeket szenvedett, mintegy kétharmaduk meghalt.
Makón 1944 áprilisában 1729 zsidó vallású polgár élt, akiket a zsidótörvények és -rendeletek korlátozásai után 1944. május 17–23. között az úgynevezett „történelmi gettóba” költöztettek, majd 1944. június 16-án deportáltak. A makói zsidókat előbb a szegedi gyűjtőtáborba, majd onnan három transzportban (1944. június 25., 27., 28.) a Harmadik Birodalom lágereibe szállították. Az elhunyt és meggyilkolt áldozatok száma 1150-1200 fő.

## Tolerancia és antiszemitizmus

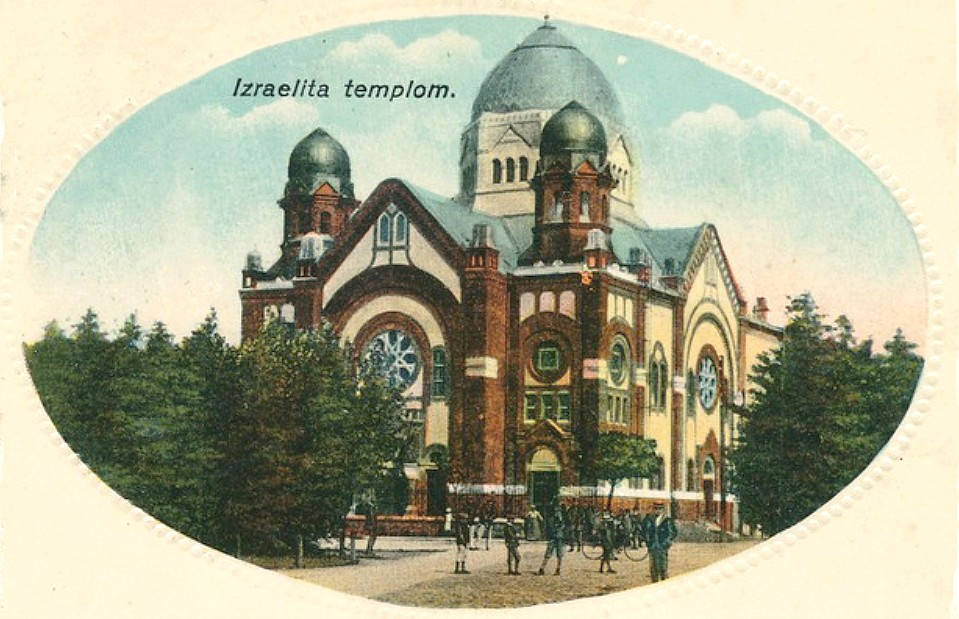
A makói neológ zsinagógát 1914-ben építették Baumhorn Lipót tervei szerint. 1965-ben bontották le

Az a viszonylagos tolerancia, ami a makói zsidó és nem zsidó lakosság kapcsolatát jellemezte, az első világháború idején megszűnt. A város demokratikus ellenzéki pártjai meggyengültek, a szociális ellentétek kiéleződtek, és folyamatosan erősödött az antiszemitizmus.
1944 áprilisában az ortodox zsidó hitközségnek 1179 tagja volt (195 adófizetővel), akik elsősorban hagymakereskedelemmel foglalkoztak. A közösséget a nyitrai származású Vorhand Mózes főrabbi vezette (1912 és 1944 között). Az ortodox hitközségen belül haszid gyülekezet is működött Deutsch Lipót Léb vezetésével. A neológ zsidó közösség tagjai jelentős mértékben integrálódtak a helyi társadalomba, a 19-20. század fordulóján sokan közülük jelentős közéleti pozíciót töltöttek be. A közösséget, amelynek 1944 áprilisában 550 tagja volt (212 adófizetővel) dr. Kecskeméti Ármin főrabbi vezette (1898 és 1944 között).

## Zsidótörvények és rendeletek korlátozásai
Az ország német megszállása után, 1944 májusára Makón is megvalósultak a kormányzat zsidóellenes céljai: egyrészt kiszorították őket a gazdaság és a közélet szinte minden területéről, vagyonukat összeíratták (ami későbbi kifosztásukat készítette elő), valamint megjelölték (sárga csillag) majd gettóba költöztették őket.
A kormányzat rendelkezései mellett a közigazgatási szervek vezetői további korlátozásokat vezettek be. Ferenczy (Ring) Béla alispán a zsidókat kitiltotta a vármegye vásárairól, Bécsy Bertalan polgármester pedig a vonatkozó korányrendelet megjelenése előtt 25 üzlet árukészletét zároltatta Makón (1944. április 8. és 12.). Szintén Bécsy Bertalan volt az, aki elrendelte, hogy a zsidónak minősített személyek csak 10 és 11 óra között vásárolhatnak a piacon (1944. május 10.). A később megjelenő kormányrendelet ennél megengedőbb volt, mert nem egy, hanem két órában határozta meg a vásárlás időtartamát. A polgármester a hivatali dolgozók és a zsidó ügyfelek kapcsolatát is szigorúan szabályozta. 1944. április 25-én adta ki az úgynevezett „Házi szabályzat"-ot, amelyben többek között leírta, hogy „zsidóval kezet fogni nem szabad”, valamint kitiltotta őket a strandról és a város közparkjából.

## A gettó kijelölése
A közigazgatás első tisztviselőjének volt a feladata a gettó kijelölése. Csanád-Arad-Torontál k.e.e. vármegyében – így Makón is – Ferenczy Béla alispánra hárult ez a feladat. A bizonytalan Ferenczyt a Makóra érkező Endre László zsidóügyekért felelős államtitkár győzte meg arról, hogy jelöljön ki gettót, ennek helyéül Endre László a város határában lévő, használaton kívüli téglagyárat javasolta. Miután az alispán a téglagyárat alkalmatlannak találta a zsidók elhelyezésére, a gettót a város alacsonyan fekvő, elsősorban szegények lakta részén, Honvédban jelölte ki (1944. május 6.). Később – Bécsy Bertalan polgármesterrel egyeztetve – úgy rendelkezett, hogy a honvédi lakosok kiköltözéséig a zsidóságnak ideiglenesen a történelmi zsidó városrészbe kell áttelepülnie május 17. és 20. között. Mivel a költözés lassan haladt, a határidőt a polgármester három nappal meghosszabbította. Bécsy Bertalan a szokástól eltérően nem hozott létre zsidótanácsot, helyette a hitközségek elnökeit közigazgatási elöljárókká nevezte ki (Hetényi Sándor neológ, Paskesz Fülöp ortodox). A megkeresztelkedett zsidóknak nem kellett a „történelmi gettóba” költözniük, nekik a Megyeház utca 10. számú, Leipnik-féle házat jelölte ki tartózkodási helyül.

## A gettó felszámolása
A makói gettó felszámolásáról 1944. június 10-én, Szegeden tájékoztatták a közigazgatási szervek vezetőit. A műveletet a csendőrség és a pénzügyigazgatóság tisztviselői végezték, munkájukat a városi apparátus segítette. 1944. június 16-án, reggel öt órakor a csendőrök összeterelték a gettó lakosait a neológ zsinagóga környékére. A férfiakat és a nőket külön választották, majd a pénzügyi tisztviselők elvették az utolsó értéktárgyaikat is. A 17 éven felüli nőket a zsinagógában belső vizsgálatnak vetették alá. A motozás után a gettóból 1606 személyt szállítottak át a vasútállomásra, ahol a METESZ hagymaraktára előtti területen zárták őket tehervagonokba.
Lepedőkből készítettünk hátizsákot. A húgom kicsi volt még, de nekem édesanyám készített egyet. Kicsi voltam, hatalmas a zsák. Arra kértem, hogy tegyen bele még többet, mert elbírom, de a végén nem tudtam cipelni. [...] A kezembe egy dobozt adott, tele személyes tárgyakkal, fényképekkel, hogy azt én vigyem magammal. Amikor a vonathoz mentünk, olyan nehéznek éreztem, hogy le kellett tennem. Elvesztettem. [...] A makóiak, mikor vonultunk, bezárkóztak. Senkit sem láttam, sehol sem.
– Jitzhak Perlmutter visszaemlékezése

## A deportálás
A makói gettóból deportált zsidóságot először az újszegedi sportpályán (SZAK pálya) létesített ideiglenes sátortáborba, majd a Cserzy Mihály utcai téglagyárba vitték. Ebben a gyűjtőtáborban több mint nyolcezer embert koncentráltak, őket három transzporttal szállították a Harmadik Birodalomba. 1944. június 25-én indult az első 45 vagonból álló szerelvény Auschwitz-Birkenauba. A június 27-én indított második transzport vagonjainak egy részét Felsőzsolcánál lekapcsolták, és Ausztria felé irányították, ahol a deportált zsidó családoknak nagyobb esélye volt a túlélésre. A harmadik szerelvényt június 28-án indították, ez szintén az ausztriai Strasshofba érkezett.

## A holokauszt makói áldozatai
Az Auschwitz-Birkenauba szállított zsidók közül csak nagyon kevesen tértek haza. A strasshofi elosztótáborból a deportáltakat főként kisebb lágerekbe szállították, ahol fontos ipari és mezőgazdasági munkát végeztek, és a családok együtt maradhattak. A „strasshofi zsidók” közül azonban mások nagyobb lágerekbe, Bergen-Belsenbe vagy Auschwitz-Birkenauba kerültek.
Még ma sem tudjuk, hogy pontosan mennyien vesztek oda a vészkorszakban. A meggyilkolt vagy más módon életüket vesztett munkaszolgálatos és deportált makói zsidó lakosok száma 1150-1200 között lehet. Az áldozati névsor rekonstruálását az anyakönyvi bejegyzések mellett a lágerek veszteséglistái, valamint a túlélők visszaemlékezései és veszteséglajstromai alapján jelenleg is végzik.

## A holokauszt emlékezete
A makói neológ zsidóság Szemere (Schwarz) Manó elnök vezetésével 1947-ben egy három részből álló márvány sztélét készíttetett, amelyre a közösség halottainak neveit vésették. A táblákat a neológ zsinagóga előterében állították fel. 1965-ben, a zsinagóga lebontása után a táblákat a szegedi ózsinagógába vitték, onnan hozatta vissza az 1980-as években Báron Ferenc hitközségi elnök és Fodor László, a makói városvédő egyesület elnöke.

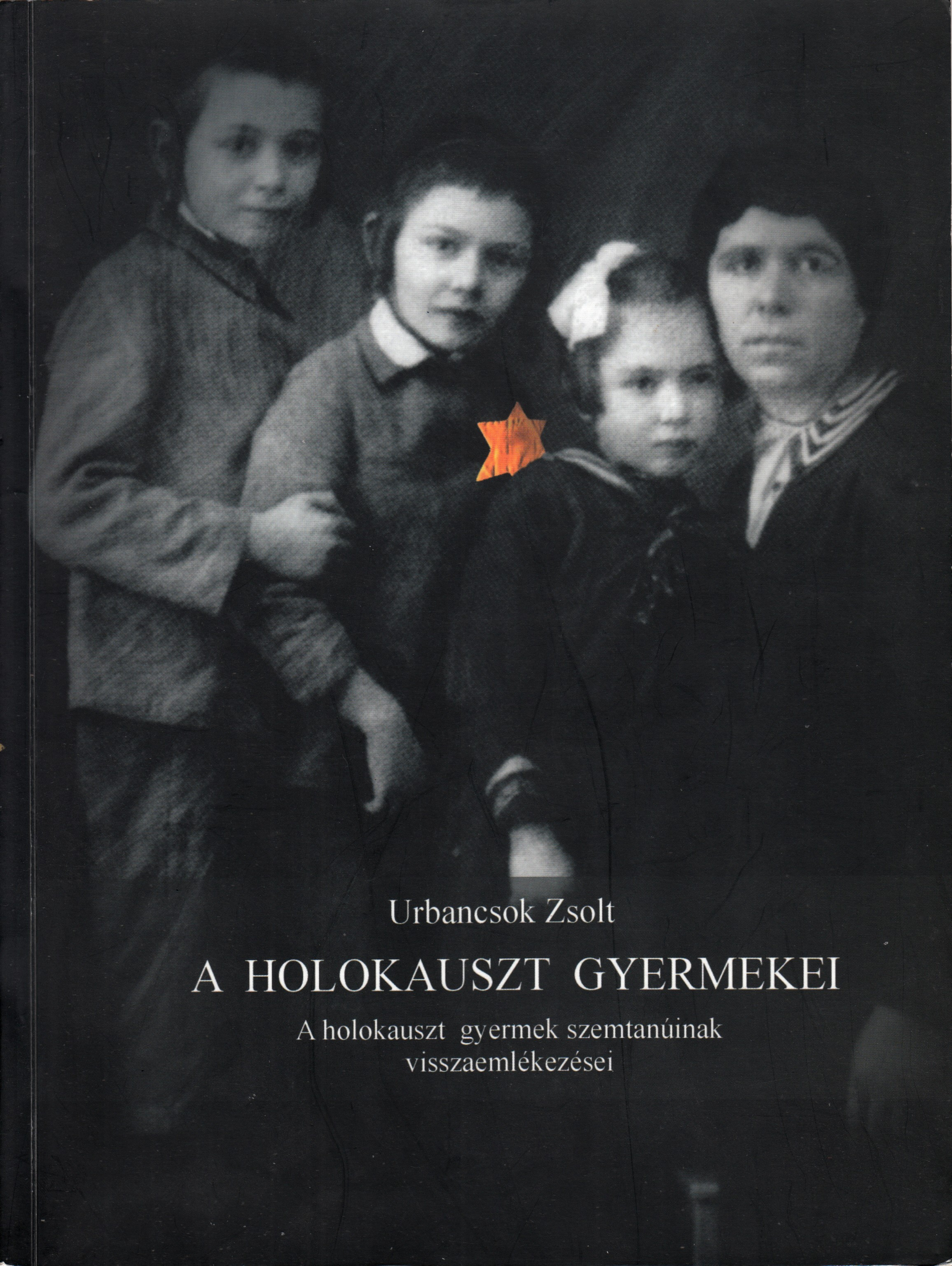
Urbancsok Zsolt A holokauszt gyermekei című, 2010-ben megjelent könyvének borítója

A rendszerváltozás után az emlékezetpolitika megelégedett azzal, hogy az ortodox zsinagóga előtti teret és utcarészt a vészkorszakban meggyilkolt főrabbikról, Vorhand Mózesről és dr. Kecskeméti Árminról nevezzék el.
A holokauszt makói eseményei csak igen későn, 2004-ben Urbancsok Zsolt történész-levéltáros kutatásai nyomán lettek közismertek. Ettől kezdve minden évben megemlékeznek a vészkorszak áldozatairól. 2005-ben kezdeményezésére a Világ Igazává fogadták a Paskesz családot megmentő Csala Sándorné Gyűrösi Rozáliát és édesanyját. 2007-es pályázata eredményeként hét botlatókövet helyeztek el a városközpontban és az egykori zsidó városrészben, valamint emléktáblát a József Attila Gimnázium elhurcolt diákjai és tanárai emlékére. 2010-ben jelent meg A holokauszt gyermekei című, elsősorban diákoknak készült könyve, amelyben négy egykori makói zsidó gyermek visszaemlékezése olvasható.
2009-ben civil kezdeményezésre megalakult a Dr. Kecskeméti Ármin Egyesület (2017-től Dr. Kecskeméti Ármin Baráti Társaság), amely egyik legfontosabb feladatának tartotta a vészkorszakban elpusztított makói zsidó polgárok emlékének megőrzését. Az egyesület 2014-ben, a holokauszt 70. évfordulójára elkészíttette a Makói Zsidó Emlékjelet, amely a város zsidó közösségei és lerombolt zsinagógája mellett a vészkorszak 1200 áldozatának is emléket állít. Az egyesület a holokauszt magyarországi emléknapján „Hozz egy követ, gyújts egy mécsest!” mottóval minden évben megemlékezést szervez.